# Rettingen
Rettingen ist ein Gemeindeteil der Gemeinde Tapfheim und eine Gemarkung im Landkreis Donau-Ries im Regierungsbezirk Schwaben in Bayern.
Das Dorf Rettingen liegt etwa 2 km südöstlich von Tapfheim südlich der Donau.

## Gemarkung
Die Gemarkung Rettingen hat eine Fläche von 609,67 Hektar und liegt vollständig auf dem Gemeindegebiet von Tapfheim. Auf der Gemarkung liegen folgende Gemeindeteile von Tapfheim: das Dorf Rettingen, der Weiler Birkschwaige (ehemals Bürg) und die Einöden Bäldleschwaige (ehemals Böldleschwaige), Bauernhansenschwaige (ehemals Oberhelbern, Oberhöllberg), Dreiwinkelschwaige (ehemals Trowinkelschwaige), Hubelschwaige, Hundeschwaige, Kilischwaige (ehemals Unterhelbern, Unterhöllberg), Obere Hoserschwaige (ehemals Oberer Aschachhof), Untere Hoserschwaige (ehemals Unterer Aschachhof) und Rothhahnenschwaige (auch Denschnachbühl, ehemals Kaltenekk). Die zahlreichen Schwaighöfe der Gemarkung verteilen sich über das Donauried. Die benachbarten Gemarkungen sind Erlingshofen, Zusum, Mertingen, Lauterbach, Pfaffenhofen an der Zusam und Tapfheim.

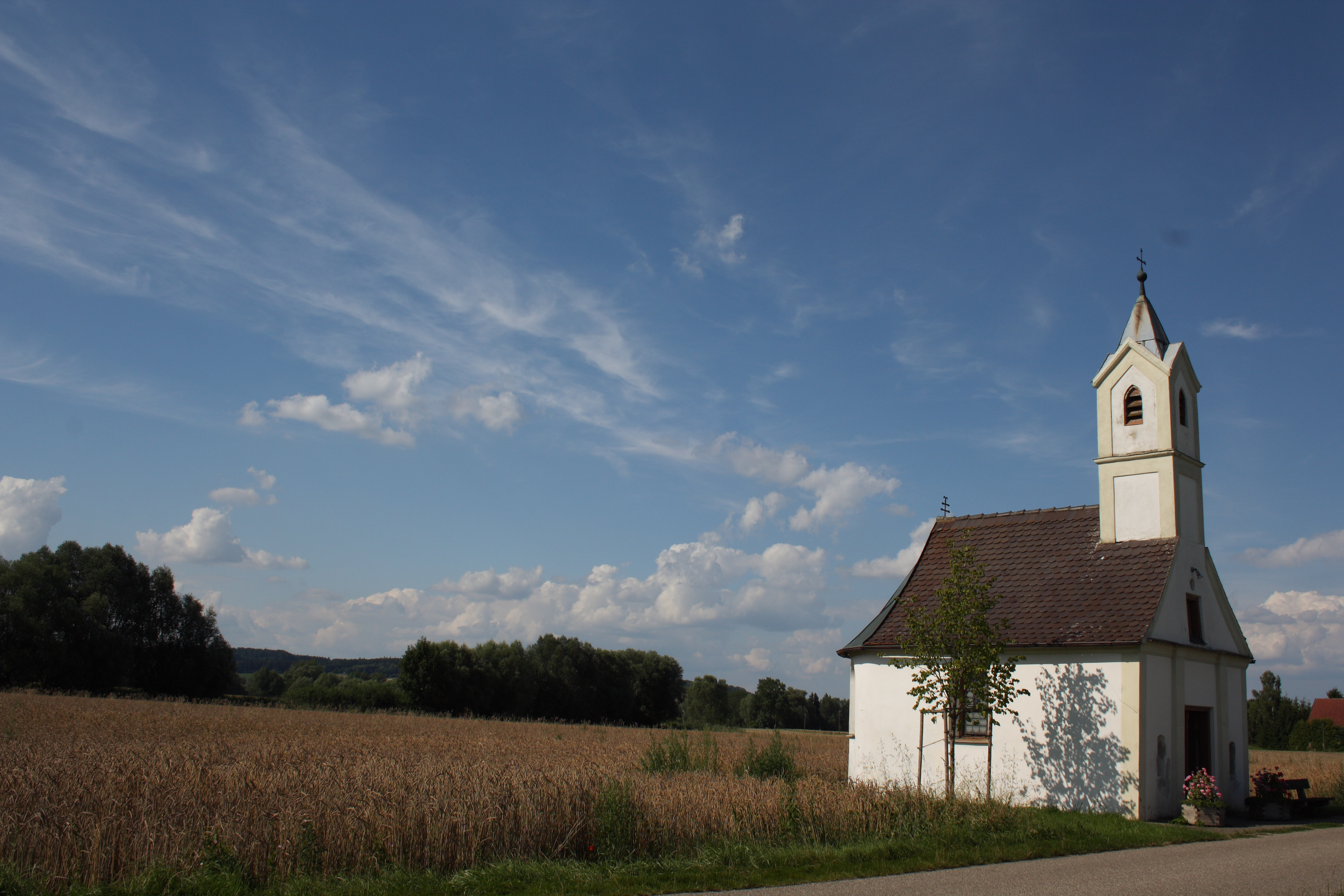
Kapelle St. Wendelin

## Kirchliche Zugehörigkeit
Rettingen gehört zur katholischen Pfarrei Mariä Himmelfahrt in Donaumünster, ferner Bäldleschwaige, Birkschwaige, Dreiwinkelschwaige, Hubelschwaige, Hundeschwaige und Kilischwaige. Bauernhansenschwaige, Obere und Untere Hoserschwaige und Rothahnenschwaige gehören zur Filialkirche St. Vitus in Erlingshofen und damit auch wiederum nach Donaumünster.

## Geschichte
Bis zu deren Auflösung am 30. Juni 1972 war Rettingen ein Gemeindeteil der Gemeinde Zusum-Rettingen.